# Tromodesia pallidissima
Tromodesia pallidissima är en tvåvingeart som beskrevs av Boris Borisovitsch Rohdendorf 1935. Tromodesia pallidissima ingår i släktet Tromodesia och familjen gråsuggeflugor. Inga underarter finns listade i Catalogue of Life.